# La maravillosa medicina de Jorge
La maravillosa medicina de Jorge (título original en inglés: George's Marvellous Medicine) es un libro infantil escrito por el autor británico Roald Dahl e ilustrado por Quentin Blake, publicado por primera vez en 1981.

## Resumen
Jorge es un niño que vive en una granja con sus padres y su abuela. Está harto del egoísmo y mal humor de su abuela, así como de su actitud hacia él.  Decide entonces crear una medicina "muy especial" para acabar con ella, curarla, o "lo que salga". La pócima la elabora mezclando productos peligrosos que encuentra por la casa junto con píldoras para animales.  Los cuece en una olla mientras canta una canción, y luego le da una cucharada a su abuela. Como resultado, ella crece hasta que su cabeza rompe el techo.
Jorge le da la medicina a una gallina, que también aumenta de tamaño. Sus padres, el Sr. y la Sra. Locatis, se sorprenden al llegar a casa.  El Sr. Locatis, entusiasmado, ve la oportunidad de criar animales gigantes para obtener comida gigante.  Jorge y su padre administran la medicina a otros animales de la granja (cerdos, vacas, ovejas, el pony de Jorge y la cabra Alma), haciéndolos crecer enormemente. La Sra. Locatis se preocupa por la abuela, que es sacada de la casa con una grúa y, luego, cabalga a lomos del pony gigante. Esa noche, la abuela, más alta que la casa, duerme en el granero.
Al día siguiente, el Sr. Locatis quiere fabricar más medicina para venderla y así acabar con el hambre en el mundo.  Sin embargo, Jorge no recuerda los ingredientes exactos.  Tras varios intentos fallidos (que resultan en pociones que alteran el crecimiento de partes específicas de los pollos), la abuela, creyendo que una taza de medicina es té, se la bebe y se encoge hasta desaparecer.  Aunque al principio la Sra. Locatis se entristece, pronto coincide con su marido en que la abuela era una molestia. Jorge se da cuenta de que había sentido la magia en sus dedos esa mañana.

## Ingredientes de la medicina
La "maravillosa medicina" de Jorge es una mezcla de numerosos productos, no aptos para el consumo humano, encontrados en diferentes lugares de la casa y la granja:
- Del baño: Champú "Brillo dorado", pasta dental, jabón de afeitar, crema facial, esmalte de uñas, crema depilatoria, tratamiento anticaspa, polvo para dentaduras postizas ("Brillident"), desodorante y parafina líquida.

- Del lavadero: Detergente, cera para el suelo, polvos antipulgas para perros, semillas para canarios y betún marrón.

- De la cocina: Curry en polvo, mostaza en polvo, salsa de chile picante, pimienta negra y salsa de rábanos.

- Del cobertizo: Medicamentos para animales (para pollos, caballos, vacas, ovejas y cerdos).

- Del garaje: Aceite de motor, anticongelante y grasa.

- Otros: Una botella de ginebra y pintura marrón.

## Temas
El libro explora temas como la relación entre nietos y abuelos, el aburrimiento, la imaginación y las consecuencias de los actos. Como muchas de las obras de Dahl, presenta una visión humorística y a veces oscura de la vida familiar, con un toque de fantasía y elementos grotescos. El libro también puede interpretarse como una crítica sutil a la autoridad adulta y una celebración de la rebeldía infantil.

## Personajes
- Jorge: El niño protagonista, creador de la medicina.
- Abuela: Una anciana egoísta y malhumorada.
- Sr. y Sra. Locatis: Los padres de Jorge.

## Recepción
Si bien "La maravillosa medicina de Jorge" no es una de las obras más conocidas de Roald Dahl, ha sido valorada por su humor negro, su crítica a la autoridad y su capacidad para conectar con el público infantil, especialmente con aquellos que se sienten incomprendidos o limitados por el mundo adulto.